# Everilda von Pütz

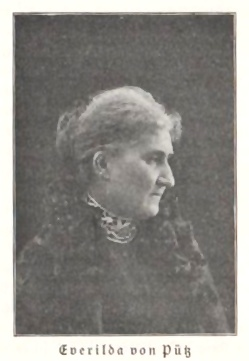
Everilda von Pütz

Everilda von Pütz, voller Name Eleonora Felicitas Pütz zu Pütz, geb. von Klenze (* 21. November 1843 in München; † 20. Juli 1926, ebenda) war eine deutsche Schriftstellerin.

## Biografie
Everilda von Pütz wurde geboren als Tochter des bayerischen Offiziers und Kammerherrn Hippolyt von Klenze (1814–1888), sowie seiner aus England stammenden Gattin Emily Georgiana geb. Farmer (1814–1878). Der Vater amtierte als Kommandeur des 3. Bayerischen Infanterie-Regiments und danach des 2. Bayerischen Infanterie-Regiments „Kronprinz“. Der berühmte Architekt Leo von Klenze (1784–1864) war ihr Großvater.
1873 heiratete sie den Innsbrucker Bezirkshauptmann Karl von Pütz, am 7. Oktober 1874 wurde sie Mutter und am 2. November desselben Jahres verstarb bereits ihr Mann.
Die junge Witwe übersiedelte nach München zu ihren Eltern und heiratete nicht mehr. Selbst recht kränklich lebte sie, seit dem Tod der Eltern, völlig zurückgezogen mit ihrem Sohn und einer Schwester.
Everilda von Pütz betätigte sich als Schriftstellerin und verfasste volkstümliche Erzählungen bzw. Romane, oft mit religiösem Hintergrund. Überwiegend erschienen ihre Werke im katholischen J.P. Bachem Verlag, Köln.
Die Adelige starb 1926 in München und wurde auf dem Alten Südfriedhof, im Familiengrab ihres Großvaters Leo von Klenze, bestattet.

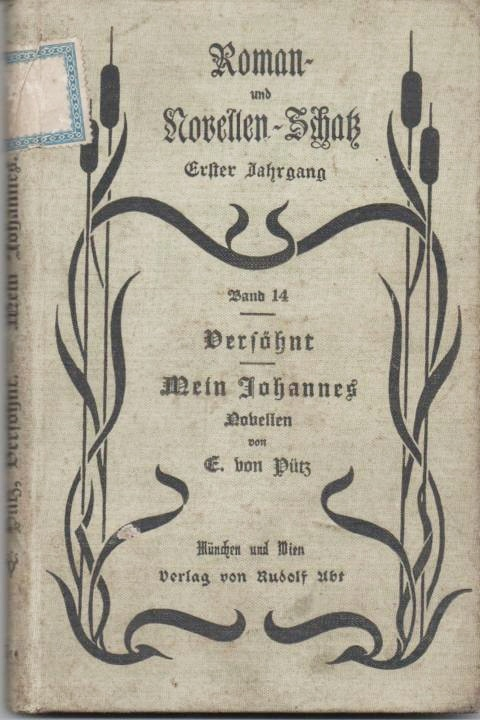
Buchcover, 1899

## Werke
(Auswahl)
- Maria Angela, Köln, 1888, J. P. Bachem Verlag
- Der letzte Schuss, Köln, 1889, J. P. Bachem Verlag
- Tiroler Dorfgeschichten, 6 Erzählungen, Köln, 1895, J. P. Bachem Verlag
- Die Tochter des Marquis, Erzählung für junge Mädchen, Köln 1896,  J. P. Bachem Verlag
- Von der Pike auf, Erzählung aus der Zeit des russischen Feldzuges und der Freiheitskriege,  Köln, 1896, J. P. Bachem Verlag (Neuauflage 2000, Adamant Media Corporation, ISBN 1-4212-5013-6)
- Versöhnt, Novelle, München 1899, Verlag Rudolf Abt
- Mein Johannes, Novelle, München 1899, Verlag Rudolf Abt